# Noonien Soong
Noonien Soong is een personage uit het Star Trek universum, uit de serie Star Trek: The Next Generation. Noonien Soong werd gespeeld door de Amerikaanse acteur Brent Spiner.

## Carrière

### Aarde
Dr. Noonien Soong was een vooraanstaand cyberneticus en waarschijnlijk de grootste Aardse specialist op het gebied van robotica. Hij werd geboren op het einde van de 23e eeuw op de Aarde en was een afstammeling van de geneticus Arik Soong uit de 22e eeuw.
In zijn beginjaren als wetenschappelijk onderzoeker behaalde hij spectaculaire resultaten en kreeg daarom ook veel waardering. Maar daarna kreeg hij veel negatieve publiciteit vanwege het herhaaldelijk mislukken van pogingen om een Positronisch brein te fabriceren. Door die negatieve berichtgeving besloot hij uit het publieke leven te verdwijnen en hij vertrok onder een valse naam naar de planeet Omicron Theta.

### Omicron Theta
Hier zette hij in het geheim zijn onderzoek voort. Ook leerde hij hier Juliana O'Donnell kennen. In het geheim trouwden ze op Mavala IV. Uiteindelijk lukte het hen samen, na vier mislukte pogingen (onder andere B-4 en Lore), om een stabiel positronisch brein te maken. Dit brein werd in een androïde robotlichaam geplaatst. Ze noemden deze machine Data. Maar bijna op hetzelfde moment viel een buitenaards wezen, de Crystalline Entity, de kolonie aan, waarbij al het leven vernietigd werd. (2336) Juliana werd hierbij zo zwaargewond, dat ze in een coma raakte. Soong kon nog net op tijd vluchten. Hij nam zijn vrouw mee, maar Data werd achtergelaten.

### Terlina III
Dr. Soong vestigde zich op de onbewoonde planeet Terlina III, waar hij, voordat ze stierf, een kopie van Juliana bouwde. Deze kopie was zo perfect, dat ze nooit te weten kwam dat ze een androïde robot was. Samen leefden ze op de planeet en deden verder onderzoek. Niet lang daarna besloot zijn "vrouw" hem te verlaten, omdat ze niet meer tegen het volstrekt geïsoleerde leven kon. Ze vertrok naar Atrea IV.
In 2367 activeerde Soong het thuisbaken van Data, om bij hem Soongs nieuwe uitvinding, een gevoelens-chip, te implanteren. Helaas werd ook Data's broer Lore door het thuisbaken naar Soongs laboratorium geroepen. Deze deactiveerde Data en nam diens identiteit aan, zodat dr. Soong de chip bij hem implanteerde. Nadat Soong zijn vergissing bemerkte, wilde hij Lore tegenhouden. Hierbij werd dr. Soong zwaargewond en Lore vluchtte weg. Nadat Data weer werd geactiveerd door de bemanning van de USS Enterprise NCC-1701-D, kon hij zijn maker niet meer redden: Soong stierf in zijn laboratorium aan zijn verwondingen.
In 2369 werd een circuit in Data's brein per ongeluk geactiveerd. Hierdoor startte een programma dat hem in staat stelde te dromen. In zijn dromen kwam hij voor een laatste maal tegenover zijn maker te staan, die hem over zijn nieuwe droomprogramma vertelde.

## Soong-type androïde
Noonien Soong en Juliana O'Donnell bouwden in totaal 5 Soong-type androïden, maar de eerste twee werden weer uit elkaar gehaald.
Nummer 3 was B-4, die in 2379 in stukken werd teruggevonden op Kolarus III door de bemanning van de USS Enterprise NCC-1701-E. Hij werd gemaakt rond 2330.
Nummer 4 was Lore, die vrijwel gelijkwaardig was aan nummer 5, maar waarvan het ethische programma niet goed werkte. Hij werd gemaakt in 2335.
Nummer 5 was Data. Hij werd gemaakt in 2336 en geactiveerd in 2338.
Na de dood van zijn vrouw Juliana O'Donnell bouwde Noonien Soong nummer 6, de Juliana-androïde als vervanging van zijn geliefde.